# Stejnegers spitssnuitdolfijn
De Stejnegers spitssnuitdolfijn (Mesoplodon stejnegeri) is een spitssnuitdolfijn uit het geslacht Mesoplodon. De Noors-Amerikaanse bioloog Leonhard Hess Stejneger heeft als eerste de soort beschreven in 1885, gebaseerd alleen op een schedel. Gedurende bijna een eeuw is er verder geen onderzoek gedaan naar de rest van de soort. Laat in de jaren zeventig zijn meerdere dieren aangespoeld, maar pas in 1994 werd het uiterlijk beschreven van de soort. 

## Beschrijving
Het lichaam van deze soort is typisch een vorm voor een lid van het geslacht Mesoplodon: het lange lichaam wordt richting de staart en kop steeds dunner. De bek is gemiddeld qua lengte. De tanden van mannetjes zijn groter dan de meeste soorten binnen het geslacht Mesoplodon en staan naar binnen wijzend. Alleen de Layardspitssnuitdolfijn en Hectorspitssnuitdolfijn hebben grotere tanden. De kleur van de Stejnegers spitssnuitdolfijn is voornamelijk donkergrijs tot zwart en lichtere kleuren rond en op de buik. Ook rond het hoofd is de huid van een lichtere kleur, waardoor het soms lijkt dat de Stejnegers spitssnuitdolfijn een helm op heeft. Hoe ouder het dier wordt, hoe donkerder de huid wordt. Alleen bij het vrouwtje wordt naarmate ze ouder wordt de buik steeds lichter. De lengte is minstens 5,25 meter voor mannetjes en 5,5 meter voor vrouwtjes. Wanneer ze geboren worden zijn ze meestal rond de 2,1 tot 2,3 meter lang.